# Fluoruro de calcio
El fluoruro de calcio es un compuesto inorgánico de fórmula química CaF2.  Este compuesto iónico de calcio y flúor se encuentra en la naturaleza como el mineral fluorita. Es la fuente de flúor más empleada en el mundo.  Este sólido insoluble adopta una estructura cúbica en la que el calcio se coordina con ocho aniones fluoruro y cada ion F- está rodeado por cuatro cationes Ca2+. Aunque el material puro es incoloro, el mineral está a menudo profundamente coloreado debido a la presencia de electrones capturados, centros de color o centros F (del alemán Farbenzenter).

## Preparación
El mineral fluorita es abundante, se halla bien distribuido, y sobre todo tiene interés como un precursor del ácido fluorhídrico. Por lo tanto, existe poca motivación para la preparación de CaF2.  El CaF2 de alta pureza se puede obtener por tratamiento de carbonato de calcio con ácido fluorhídrico:
CaCO3 + 2 HF → CaF2 + CO2 + H2O

## Fuente de ácido fluorhídrico y derivados
El CaF2 de origen natural es la principal fuente de fluoruro de hidrógeno, un compuesto químico básico utilizado para producir una amplia gama de materiales. El fluoruro se libera del mineral por la acción de ácido sulfúrico concentrado:
CaF2 (s) + H2SO4 → CaSO4 (s) + 2 HF(g)
El HF resultante se puede convertir en flúor, fluoruros de carbono, y diversos materiales fluorados.  Desde finales de 1990, cinco millones de kilogramos son extraídos anualmente.

## Aplicaciones
En el laboratorio, el fluoruro de calcio se utiliza habitualmente como un material ventana tanto para ondas infrarrojas como ultravioletas, ya que es transparente en estas regiones (longitud de onda desde 0,15 micras, hasta 9 micras) y muestra un índice de refracción extremadamente bajo. Además, el material es atacado por muy pocos reactivos.  Para longitudes de onda tan cortas como 157 nm, longitud de onda habitualmente usada para fabricación de steppers (grabadores por pasos) semiconductores en la litografía de circuitos integrados, el índice de refracción del fluoruro de calcio muestra alguna no linealidad para altas densidades de potencia, lo que ha impedido su uso con este propósito. 
En los primeros años del siglo XXI colapsó el mercado de steppers (grabadores por pasos) de fluoruro de calcio y muchas grandes instalaciones de fabricación se han cerrado. Canon y otros fabricantes han utilizado cristales cultivados sintéticamente de los componentes de fluoruro de calcio de las lentes para ayudar al diseño apocromático, y para reducir la dispersión de la luz. Este uso ha sido prácticamente sustituido por los nuevos cristales y el diseño asistido por ordenador.  Como un material óptico infrarrojo, el fluoruro de calcio está ampliamente disponible y era conocido a veces como "IrTran-3", nombre de marca registrada de Eastman Kodak, aunque este nombre está obsoleto.
El fluoruro de calcio dopado con uranio fue el segundo tipo de láser de estado sólido inventado, en la década de 1960. Peter Sorokin y Mirek Stevenson en los laboratorios IBM de Yorktown Heights (EE. UU.) realizaron una emisión con láser de 2,5 micras poco tiempo después del láser de rubí de Maiman.
También se utiliza como fundente en la fundición y procesamiento líquido del hierro, acero y sus compuestos. Su acción se basa en que su punto de fusión es similar al del hierro, de su capacidad para disolver los óxidos y de su capacidad de mojado de óxidos y metales.

## Seguridad
Los fluoruros son tóxicos para los seres humanos, sin embargo el CaF2 se considera relativamente inocuo, debido a su insolubilidad extrema. La situación es análoga al BaSO4 , donde la toxicidad que normalmente se asocian con los iones Ba2+ es compensada por la muy baja solubilidad de su derivado sulfato. 